# Pseudo-nitzschia

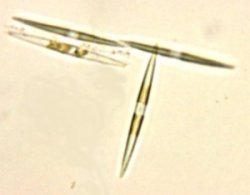
Pseudo-nitzschia multiseries

Pseudo-nitzschia es un género de algas unicelulares de la clase diatomeas, familia Bacillariaceae.  Incluye varias especies de algas que producen una neurotoxina llamada ácido domoico, que es responsable de intoxicación en humanos por consumo de moluscos. Este tipo de intoxicación recibe el nombre de envenenamiento por la toxina amnésica de los moluscos (ASP) y se han producido casos en varios países, entre ellos Canadá, Argentina y Estados Unidos. La toxina es producida por las algas Pseudo-nitzschiase, pero se acumula en diferentes especies de cangrejos, navajas, vieiras, mejillones y anchoas, pudiendo afectar además de al hombre, a leones marinos y pelícanos.
Entre las especies que pueden producir el ácido domoico se encuentran las siguientes: 
- Pseudo-nitzschia australis
- Pseudo-nitzschia calliantha
- Pseudo-nitzschia cuspidata
- Pseudo-nitzschia delicatissima
- Pseudo-nitzschia fraudulenta
- Pseudo-nitzschia galaxiae
- Pseudo-nitzschia multiseries
- Pseudo-nitzschia multistriata
- Pseudo-nitzschia pungens
- Pseudo-nitzschia pseudodelicatissima
- Pseudo-nitzschia seriata
- Pseudo-nitzschia turgidula